# Rakat
Rakat – miejscowość obronna, zlokalizowana pomiędzy Chamat a Jeziorem Galilejskim. Badacze identyfikują Rakat ze współczesnym Tell al-Kuneitra, położonym około 2 km na północny zachód od Tyberiady. Wskutek badań archeologicznych na terenie starożytnego Rakat odkryto ceramikę z epoki brązu i żelaza, a także pozostałości po Via Maris. W okresie dominacji rzymskiej na Bliskim Wschodzie obronne funkcje miasta przejęła Tyberiada. Według Księgi Jozuego (Joz 19,35) Rakat należał do pokolenia Naftaliego, zgodnie z Talmudem był tożsamy z Tyberiadą.